# Глибини (новела)
«Глибини» (англ. The Deep) — науково-фантастична новела американського письменника Айзека Азімова, вперше опублікована у грудні 1952 року в журналі Space Science Fiction. Увійшла до збірки «Марсіанський шлях та інші історії» (1955).

## Сюжет
Комахоподібна раса із телепатичними здібностями вже 100 тисяч поколінь виживає у печері на глибині 800 кілометрів. Їхня зірка погасла і вони використовують залишки тепла із ядра планети. Вони вже забули значення природних явищ, що існували за їхнього життя на поверхні.
Коли науковці повідомляють, що відчули планету з розумним життям на відстані 10 світлових років, розробляється план переселення.
Залишків енергії вистачає на єдину спробу, щоб телепортувати приймальний пристрій та протягом двох годин підсилювати телепатичні сигнали однієї особи, яка керуватиме кимось із тамтешніх жителів, щоб убезпечити та ввімкнути цей пристрій.
Прибулець Рой потрапляє у свідомість 4-місячного малюка, який разом із мамою подорожує літаком. Рой не може примусити малюка ні фізично ні телепатично увімкнути приймач, тому він вдається до маніпуляцій свідомістю пілота та пасажирів.
Після виконання завдання Рой розказує, як його неприємно вразили явища, про які вони знали тільки із записів предків: сонце, день, ніч, хмари, вітер, дощ, грім.
Найбільш неприємними Рою були почуття, які виявляла до малюка його мама, оскільки у розвинутому чужинському суспільстві материнство не є причиною надавати переваги одній особі перед іншою.
Чужинці вирішують, що після завершення переселення, вони знову житимуть у печерах і не контактуватимуть із недосконалими людьми.